# Все улики против него
«Все улики против него» — советский детективный фильм 1974 года, снятый на киностудии «Молдова-фильм» режиссёром Василе Брескану.

## Сюжет
Полковник милиции Чекан расследует дело о смертельном наезде на пешехода. Казалось бы, виновный очевиден — шофёр совхозного гаража Мовиляну, против которого все улики. Но Чекан сомневается, что тот был за рулём в тот вечер, подозревая, что это был не случайный наезд, и шофёра подставили. Для Чекана важно восстановить мельчайшие подробности того рокового вечера: он ставит «спектакль», вплотную сводя действующих лиц.

## В ролях
- Всеволод Сафонов — Чекан, полковник милиции, следователь
- Валерия Заклунная — Ольга Ивановна Лупан, майор милиции, следователь
- Иван Гаврилюк — Думитру Мовиляну, жених, шофёр, обвиняемый
- Мария Сагайдак — Катинка, невеста шофера
- Расми Джабраилов — Георгицэ, отец невесты
- Лариса Пашкова — Мария Георгицэ, мать невесты
- Арнис Лицитис — Гойбу, лейтенант милиции, школьный друг Думитру Мовиляну
- Пётр Баракчи — Валерий Михайлович Ротару, заведующий гаражом
- Михай Чобану — Серафим Иванович, директор совхоза
- Константин Адашевский — Дмитрий Михайлович, главбух совхоза
- Геннадий Чулков — Павел Иванович Чернов, представитель автозавода
- Майя Булгакова — Анна Васильевна, вдова потерпевшего
- Николай Засухин — генерал милиции
- Борис Молчанов — Кирилл Андреевич, заместитель министра
- Надежда Аронецкая — жена Чекана
- Татьяна Игнатова — дочь Чекана
- Игорь Комаров — Константин Васильевич, секретарь райкома
- Галина Орлова — Надя Мугуре
- Дальвин Щербаков — Андрей Петрович
- Тамара Логинова — Татьяна Сергеевна

## Критика
Режиссёр свою задачу видит прежде всего в том, чтобы за увлекательной интригой, за динамикой внешнего действия открыть те сложные социальные мотивы, которые определили поступки героев.  Режиссёр стремится построить сцену в активном темпе, напряжённо. Это начало поединка полковника Чекана с тем, в ком он уже угадывает убийцу.— журнал «Советский экран», № 18, 1974

В фильме налицо классические признаки детектива — убийство, ретивый молодой следователь, опытный старший товарищ, вовремя предотвративший ошибку, и т. д. Однако главное в картине — не приключенческая линия, а то, что авторы подвергли суровому осуждению тех, кто засоряет нравственную среду нашей жизни.— журнал «Советская юстиция», 1975

Несмотря на то, что не все образы фильма достаточно убедительны, психологическая точность в решении основных образов передаётся верно (актёры В. Сафонов, И. Гаврилюк , А. Лицитис, М. Пашкова и др.). В фильме авторы стремились к глубокому постижению характеров людей и причин их поступков, что позволило сделать детективный сюжет поводом для серьезного разговора о моральном облике людей, оказавшихся так или иначе причастными к делу о совершённом преступлении.— журнал «Кодры», 1976